# Gastornis
Gastornis és un gènere extint d'au no voladora que existí durant el Thanetià i l'Eocè a Europa. Probablement era el depredador més important del seu hàbitat.

## Descripció
S'han trobat fòssils a Europa, Àsia i Amèrica del Nord, amb les restes d'Amèrica del Nord originalment assignades al gènere Diatryma.
Les espècies de Gastornis eren ocells molt grans i tradicionalment s'han considerat depredadors de petits mamífers. Tanmateix, diverses línies d'evidència, inclosa la manca d'urpes enganxades a les petjades conegudes de Gastornis i els estudis de l'estructura del bec i les signatures isotòpiques dels seus ossos, han fet que els científics reinterpretin aquests ocells com a herbívors que probablement s'alimentaven de material vegetal i llavors resistents. En general s'acorda que Gastornis està relacionat amb els gal·loanseris, el grup que conté aus aquàtiques i caça.
Gastornis es va descriure per primera vegada el 1855 a partir d'un esquelet fragmentari. Va rebre el nom de Gaston Planté, que havia descobert els primers fòssils als jaciments de formació d'Argile Plastique a Meudon, prop de París. El descobriment va ser notable per la gran mida dels exemplars, i perquè, en aquell moment, Gastornis representava un dels ocells més antics coneguts.